# Parafia Wniebowzięcia Najświętszej Maryi Panny w Złocieńcu
Parafia pw. Wniebowzięcia Najświętszej Maryi Panny w Złocieńcu – parafia należąca do dekanatu Drawsko Pomorskie, diecezji koszalińsko-kołobrzeskiej, metropolii szczecińsko-kamieńskiej. Jedna z parafii rzymskokatolickich w mieście Złocieniec. Została utworzona 1 czerwca 1951. Obsługiwana przez księży Zmartwychwstańców. Siedziba parafii mieści się przy ulicy Bohaterów Warszawy.

## Miejsca święte

### Kościół parafialny
Kościół pw. Wniebowzięcia Najświętszej Maryi Panny w Złocieńcu
Kościół parafialny został zbudowany w XV wieku w stylu gotyckim z wieżą neogotycką z XIX wieku, konsekrowany 15 maja 1985. 

### Kościoły filialne i kaplice
- Kościół pw. św. Piotra i Pawła Apostoła w Darskowie
- Kościół pw. Wniebowstąpienia Pańskiego w Gronowie
- Kościół pw. św. Kazimierza w Lubieszewie
- Kościół pw. Matki Bożej Ostrobramskiej w Stawnie
- Kaplica w domu Zmartwychwstańców w Złocieńcu